# Puntate di Olivia - Forte come la verità
La prima stagione della miniserie televisiva drammatica francese Olivia - Forte come la verità (Olivia), composta da 6 puntate da 52 minuti ciascuna, è andata in onda è stata trasmessa in Svizzera su RTS Un dal 20 settembre al 4 ottobre 2019 e in Belgio su RTBF dal 15 al 29 ottobre 2019 e in Francia su TF1 dal 17 al 31 ottobre 2019.
In Italia la stagione è andata in onda il martedì in prima serata su Canale 5 il 3 e il 10 agosto 2021 con tre puntate in due serate.
| n° | Titolo originale      | Titolo italiano              | Prima TV          | Prima TV        | Prima TV        | Prima TV       |
| n° | Titolo originale      | Titolo italiano              | Svizzera          | Belgio          | Francia         | Italia         |
| -- | --------------------- | ---------------------------- | ----------------- | --------------- | --------------- | -------------- |
| 1  | Cauchemar d'une mère  | La disperazione di una madre | 20 settembre 2019 | 15 ottobre 2019 | 17 ottobre 2019 | 3 agosto 2021  |
| 2  | Le prix d'une vie     | Il prezzo di una vita        | 20 settembre 2019 | 15 ottobre 2019 | 17 ottobre 2019 | 3 agosto 2021  |
| 3  | Jeu dangereux         | Giochi pericolosi            | 27 settembre 2019 | 22 ottobre 2019 | 24 ottobre 2019 | 3 agosto 2021  |
| 4  | Le droit de tuer      | Diritto di uccidere          | 27 settembre 2019 | 22 ottobre 2019 | 24 ottobre 2019 | 10 agosto 2021 |
| 5  | Souvenirs, souvenirs  | Ricordi dal passato          | 4 ottobre 2019    | 29 ottobre 2019 | 31 ottobre 2019 | 10 agosto 2021 |
| 6  | Les risques du métier | I rischi del mestiere        | 4 ottobre 2019    | 29 ottobre 2019 | 31 ottobre 2019 | 10 agosto 2021 |

## La disperazione di una madre
- Titolo originale: Cauchemar d'une mère

### Trama
Emma Bosco, una giovane donna abbandonata dal marito che accusa la moglie di tradimento dopo aver fatto un test del DNA con il quale ha scoperto di non essere il padre biologico del loro figlio. Emma dichiara di non aver mai tradito il marito e non sa come spiegare il risultato del test del DNA. Emma si rivolge a Olivia, un avvocato che inizia ad indagare nella clinica dove, nove mesi prima della nascita del suo bambino, Emma si era recata per un malessere.
La storia viene complicata quando Olivia scopre che la sua cliente è stata stuprata in circostanze davvero inimmaginabili. Olivia, inoltre, dopo aver incontrato il padre di un amico di sua figlia Lou, chiede al tribunale di mantenere in carcere Alexis Alban, un pericoloso criminale.
- Ascolti Francia: telespettatori 4 149 000 – share 19,2%[8].
- Ascolti Italia: telespettatori 1 617 000 – share 11,40%[9].

## Il prezzo di una vita
- Titolo originale: Le prix d'une vie

### Trama
Il giudice non concede la libertà vigilata ad Alexis Alban, che condannato a venticinque anni, ha scontato la pena minima di quindici anni. Olivia quando lascia il tribunale dopo la sentenza, riceve una telefonata importante. A chiamarla è la figlia che chiede il suo aiuto per la sua amica di danza Lina, accusata di aver provocato la morte di un bambino al quale faceva da baby sitter.
Lina viene interrogata dal comandante Spagnolo, ricorda con difficoltà la serata, ma finisce per rivelare un dettaglio importante che darà una svolta decisiva all'indagine: ha dato al bambino delle medicine. Olivia, però, rifiuta quella confessione estorta sotto pressione e vuole dimostrare l'innocenza della ragazza. Per arrivare a scagionare Lina, Olivia indaga nella storia della famiglia della vittima, scoprendo che il bambino è stato avvelenato volontariamente.
- Ascolti Francia: telespettatori 3 436 000 – share 20,9%[8].
- Ascolti Italia: telespettatori 1 617 000 – share 11,40%[9].

## Giochi pericolosi
- Titolo originale: Jeu dangereux

### Trama
L'avvocato Olivia Alessandri indaga su un caso di bullismo all'interno di un liceo. I genitori di Justine chiedono aiuto ad Olivia, convinti che la loro figlia sia vittima di bullismo a scuola. Justine, infatti, presenta su tutto il corpo cicatrici di ferite autoinflitte ed è stata ricoverata dopo che sembra aver tentato il suicidio.
Le indagini di Olivia rivelano che la ragazza è finita in un gioco di sfide la cui prova finale è proprio quella del suicidio, e decide di riuscire a scoprire chi c'è dietro questo gioco che rischia di mettere in pericolo anche Lou. Intanto, il rapporto tra Olivia e Christophe comincia a crescere, improvvisamente Olivia comincia a ricevere delle dichiarazioni d'amore terrificanti dall'uomo scappato di prigione.
- Ascolti Francia: telespettatori 3 959 000 – share 17,9%[10].
- Ascolti Italia: telespettatori 1 617 000 – share 11,40%[9].

## Diritto di uccidere
- Titolo originale: Le droit de tuer

### Trama
Jonathan, un ragazzo di vent'anni, perde l'uso delle gambe dopo essere stato investito da un'auto insieme alla sua ragazza Sofia, che in quell'incidente ha perso la vita durante il trasporto in ospedale.
Jonathan, convinto che non si sia trattato di un incidente, chiede l'aiuto di Olivia per dimostrare che la sua ragazza Sofia è stata vittima di un omicidio. Le telecamere di sorveglianza rivelano che colui che era alla guida dell'auto li ha investititi deliberatamente, ed è in possesso dell'immunita diplomatica.
- Ascolti Francia: telespettatori 3 328 000 – share 18,7%[10].
- Ascolti Italia: telespettatori 1 118 000 – share 8,50%[11].

## Ricordi dal passato
- Titolo originale: Souvenirs, souvenirs

### Trama
Margeax, una giovane ereditiera di dinastia francese, si reca con il ragazzo in un centro di medicina olistica per tentare di risolvere una neuropatia legata al ricordo di una terribile violenza subita dal fratello che attualmente dirige la società di famiglia.
Margeax, convinta dal suo terapeuta e dalla moglie di quest'ultimo, la ragazza decide finalmente di denunciare lo stupro. La famiglia di Margeax, per mettere tutto a tacere, vorrebbe destinare alla giovane le sue quote societarie al momento congelate. Margeax con l'aiuto di Olivia, che dopo aver iniziato a indagare porta alla luce una verità sconvolgente.
- Ascolti Francia: telespettatori 3 635 000 – share 17,7%[12].
- Ascolti Italia: telespettatori 1 118 000 – share 8,50%[11].

## I rischi del mestiere
- Titolo originale: Les risques du métier

### Trama
Malgrado la causa sembri persa in partenza, Olivia accetta di difendere il comandante Spagnolo dall'accusa di omicidio.
Gli indizi e l'assenza di testimoni mettono il comandante Spagnolo in cattiva luce e Olivia cerca di studiare una linea di difesa che giudichi l'uomo in base alla sua integrità e non ai fatti contingenti. All'improvviso Alban irrompe nell'aula del tribunale durante il processo e sarà destinato a far cambiare le sorti del caso.
- Ascolti Francia: telespettatori 3 191 000 – share 18,3%[12].
- Ascolti Italia: telespettatori 1 118 000 – share 8,50%[11].